# كلايد ميلر
كلايد ميلر (بالإنجليزية: Clyde Miller)‏ هو سياسي أمريكي، ولد في 25 أبريل 1887 في مالكوم في الولايات المتحدة، وتوفي في 3 أكتوبر 1958 في لونغفيو في الولايات المتحدة. حزبياً، نشط في الحزب الديمقراطي. وقد انتخب عضو مجلس نواب واشنطن.